# Jacksonport (Arkansas)
Jacksonport – miasto w Stanach Zjednoczonych, w stanie Arkansas, w hrabstwie Jackson.